# Dasyscyphus viridulus
Dasyscyphus viridulus är en svampart som först beskrevs av Heinrich Adolph Schrader, och fick sitt nu gällande namn av Pier Andrea Saccardo 1889. Dasyscyphus viridulus ingår i släktet Dasyscyphus och familjen Hyaloscyphaceae.   Inga underarter finns listade i Catalogue of Life.